# Cyathula distorta
Cyathula distorta är en amarantväxtart som först beskrevs av William Philip Hiern, och fick sitt nu gällande namn av Charles Baron Clarke. Cyathula distorta ingår i släktet Cyathula, och familjen amarantväxter. Inga underarter finns listade i Catalogue of Life.